# Rhinocricus filosus
Rhinocricus filosus är en mångfotingart som beskrevs av Filippo Silvestri 1897. Rhinocricus filosus ingår i släktet Rhinocricus och familjen Rhinocricidae. Inga underarter finns listade i Catalogue of Life.